# Lev Knipper
Lev Konstantinovitsj Knipper (Russisch: Лев Константинович Книппер) (Tbilisi, 3 december [O.S. 21 november] 1898 - Moskou, 30 juli 1974) was een Russisch componist van Duitse oorsprong en een NKVD-agent. Hij was de broer van actrice (en eveneens spion) Olga Tschechowa. Zijn tante van vaderskant, Olga Knipper, was ook actrice en gehuwd met toneelschrijver Anton Tsjechov.

## Biografie
Lev Knipper werd geboren in Georgië in een tweetalig gezin. Hij sprak reeds op vroege leeftijd perfect Russisch en Duits. Zijn Duitse vader, Konstantin Knipper, werkte bij de spoorwegen als ingenieur.
Tijdens de Russische Burgeroorlog vocht Knipper mee met het Russische Witte Leger. Hij verliet echter het land in 1920 en woonde gedurende twee jaar in Duitsland. Bij zijn terugkeer in 1922 werd hij gerekruteerd door het Verenigd Politiek Staatsdirectoraat (OGPOe).
Lev Knipper bleek al vroeg een klein muzikaal wonder: hij leerde zichzelf piano spelen aan de hand van een studieboek. Hij kreeg ook privé-les. Na zijn terugkeer uit Duitsland ging hij muziek studeren aan de Gnessin Staatsacademie voor Muziek in Moskou, waar hij les kreeg van onder andere Reinhold Glière en Michail Gnesin. In de jaren '20 werkte hij samen met Vladimir Nemirovitsj-Dantsjenko en Konstantin Stanislavski in het Moskouse Kunsttheater.
Knipper was een vrij productief componist: hij schreef 20 symfonieën, 5 opera's, balletmuziek, piano- en filmmuziek. Hij hield zich ook bezig met het noteren van volksmuziek uit Turkmenistan, Kirgizië en andere Sovjetregio's.

## Stijl
Lev Knipper is voornamelijk beïnvloed door de Westerse avant-garde uit de jaren '20 van de 20ste eeuw. In die periode werd hij ook enorm beïnvloed door het Sovjetregime: zijn opera De Noorderwind uit 1930 is zeer vergelijkbaar met De Neus van Sjostakovitsj. Vanaf de jaren '30 kwam er een geleidelijke verschuiving en zijn stijl werd een uiting van het (late) sociaal realisme, waarvan een cyclus van 14 symfonieën (1929-1954) een goed voorbeeld vormen.

## Symfonieën
- Symfonie nr. 1 (1927)
- Symfonie nr. 2 (1928-1932)
- Symfonie nr. 3 (1932-1933)
- Symfonie nr. 4 (1933-1934)
- Symfonie nr. 5 (1933-1934)
- Symfonie nr. 6 (1936-1938)
- Symfonie nr. 7 (1939)
- Symfonie nr. 8 (1943)
- Symfonie nr. 9 (1945)
- Symfonie nr. 10 (1946)
- Symfonie nr. 11 (1946)
- Symfonie nr. 12 (1947)
- Symfonie nr. 13 (1947)
- Symfonie nr. 14 (1954)
- Symfonie nr. 15 (1962)
- Symfonie nr. 16 (1966)
- Symfonie nr. 17 (1970)
- Symfonie nr. 18 (1971)
- Symfonie nr. 19 (1971)
- Symfonie nr. 20 (1972-1973)